# ساعت طلایی (پزشکی)

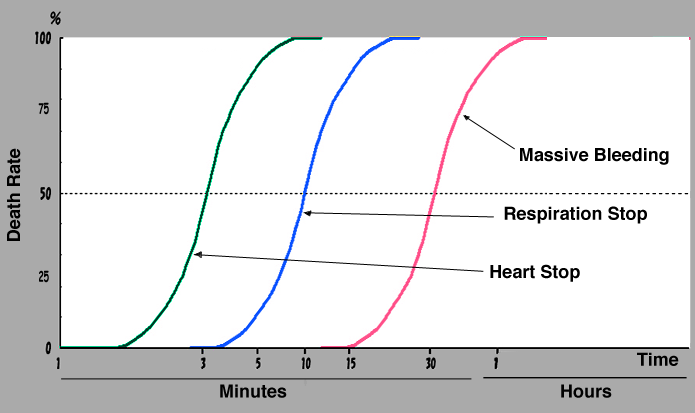
اصل ساعت طلایی

در طب اورژانس، ساعت طلایی (که زمان طلایی نیز خوانده می‌شود) به یک دورهٔ زمانی حداکثر یک ساعته یا کمتر در پی یک آسیب تروماتیک اشاره دارد که در طول این بازهٔ زمانی بیشتری احتمال درمان پزشکی و جلوگیری از مرگ وجود دارد. زمان طلایی بیانگر آن است که با دریافت کمک پزشکی در یک زمان کوتاه پس از وقوع یک آسیب شدید، شانس زنده ماندن بیمار به بیشترین میزان ممکن خواهد بود. با این وجود، شواهدی مبنی بر کاهش شانس احیای بیمار پس از گذشت ۶۰ دقیقه از وقوع حادثه در دست نیست. بعلاوه، بجای بحث و نقد میزان یک ساعتهٔ تعیین شده، از این اصطلاح بیشتر به منظور بیان لزوم دریافت درمان پزشکی سریع، در پی وقوع تروما استفاده می‌شود.